# بيلي ماير
بيلي ماير (بالإنجليزية: Billy Meier )‏ (و. 1937  م) هو مؤلف سويسري، ولد في بولاخ.